# Prochladnyj
Prochladnyj (rusky Прохладный, kabardsko-čerkesky КъалэкӀыхь) je město v Kabardsko-balkarské republice v Ruské federaci. Při sčítání lidu v roce 2010 měl bezmála šedesát tisíc obyvatel a byl tak druhým nejlidnatějším městem republiky.

## Poloha
Prochladnyj leží v Předkavkazí na řece Malce, přítoku Těreku v úmoří Kaspického moře. Od Nalčiku, hlavního města republiky, je vzdálen přibližně 52 kilometrů severovýchodně. Nejbližším městem v sousedství je Majskij přibližně třináct kilometrů jižně.

## Dějiny
Sídlo zde založili v roce 1765 Záporožští Kozáci. Od roku 1825 se mu říkalo Prochladnaja, v roce 1937 se stalo pod jménem Prochladnyj městem.
Za druhé světové války během bitvy o Kavkaz nejprve dobyla město německá 1. tanková armáda a následně jej v lednu 1943 získala zpět Rudá armáda.

### Rodáci
- Arsenij Grigorjevič Golovko (1906–1962), admirál
- Pjotr Maximovič Ostapenko (1928–2012), zkušební pilot
- Anna Anatoljevna Matijenková (* 1981), volejbalistka
- Jekatěrina Vlasovová (* 1986), horolezkyně
- Marija Lasickeneová (* 1993), atletka, skokanka do výšky